# Radio België
Radio België - Radio Belgique was een zender van de Belgische Nationale Radio-Omroep (BNRO) die tijdens de Tweede Wereldoorlog van uit Londen opereerde.
Radio België was een Belgisch regeringsinitiatief, maar stond volledig onder de controle van de BBC. De zender werd opgericht om de bevolking op het thuisfront moed in te spreken, meer dan het echt nieuws verschafte. De uitzendingen waren naast België ook bestemd voor Belgisch-Congo. 
De eerste uitzendingen vanuit Londen startten op 28 september 1940 en  de laatste waren op 16 september 1944, het moment dat vele steden in België reeds waren bevrijd. 
Jan Moedwil verzorgde de uitzendingen voor Vlaanderen. Victor de Laveleye was zijn tegenhanger en verzorgde de nieuwsbulletins voor het Franstalig gedeelte van het land.
Tijdens de bezetting was het verboden naar de programma's te luisteren. Meestal gebeurde dit in een afgelegen of gecontroleerde plaats, waar men de berichten - met vooral veel storing – met het oor op het toestel beluisterde. Volgens getuigen uit die periode werden er ook mededelingen in codetaal gesproken, alleen verstaanbaar voor de juiste bestemmelingen. Steeds besloot Moedwil met dezelfde slagzin die decennia later nog altijd in het collectief geheugen bewaard is gebleven: “Wij doen ons best, zonder er op te boffen, toch krijgen we ze wel, de moffen!”.